# 毛利三彌
毛利 三彌（もうり みつや、1937年12月3日 - ）は、日本の演劇学者、成城大学名誉教授。

## 人物
福井県福井市出身。東京大学文学部美学科卒業、1965年、カリフォルニア大学ロサンゼルス校大学院演劇科修了、M.A.取得、1966年秋から半年、ノルウェー国立科学研究所の奨学金を得てオスロ大学に留学、1967年成城大学専任講師、助教授、教授、文芸学部長、図書館長を務め、2008年定年退職、名誉教授。
1972年からイプセン研究の著書を刊行、1995年三部作が完結する。1986年文学博士（明治大学）。1985年、日本演劇学会河竹賞受賞、1989年、ミルウォーキー大学客員教授、1996年から2006年まで日本演劇学会会長、国際演劇学会（IFTR)理事、1997年よりノルウェー学士院会員。1998年湯浅芳子賞受賞。
イプセンなど北欧演劇研究、比較演劇、演劇理論研究に従事。イプセン作品の演出も手がける。西洋比較演劇研究会（日本演劇学会分科会）を創設、主宰し、演劇研究者の育成にも尽力する。

## 著書
- 『イプセンの劇的否定性 前期作品の研究』白凰社 1977
- 『北欧演劇論 ホルベア、イプセン、ストリンドベリ、そして現代』東海大学出版会 1980
- 『イプセンのリアリズム 中期問題劇の研究』白凰社 1984
- 『イプセンの世紀末 後期作品の研究』白凰社 1995
- 『演劇の詩学 劇上演の構造分析』相田書房 2007

### 編著
- 『演劇史と演劇理論』西一祥共編 （放送大学教育振興会 1989）
- 『新訂東西演劇の比較』（放送大学教育振興会 1993）
- 『演劇論の変貌』（論創社 2007)
- 『北欧の舞台芸術』立木燁子共編（三元社 2011)
- 『古代ギリシア　遥かな呼び声にひかれて　東京大学ギリシア悲劇研究会の活動』細井敦子共編（論創社、2019年、ISBN 9784846017989）
- 『東アジア古典演劇の伝統と近代』天野文雄共編（勉誠出版 2019)

### 翻訳
- 『ストリンドベリ名作集』（共訳、1975年、白水社）、復刊2011年
- 『世界文学全集 58　イプセン、ストリンドベリ』（共訳、1976年、講談社）
- フレデリック・デュラン『北欧文学史』尾崎和郎共訳（1977年、白水社・文庫クセジュ）
- 『イプセン戯曲選集 現代劇全作品』（1997年、東海大学出版会、ISBN 4486014006）
- イプセン『ペール・ギュント』（2006年、論創社、ISBN 978-4846004484）
- 『イプセン現代劇 上演台本集』（2014年、論創社、ISBN 978-4846012878）
- イプセン『人形の家』（2020年、近代古典劇翻訳〈注釈付〉シリーズ 論創社）
- イプセン『ヘッダ・ガブラー』（2021年、近代古典劇翻訳〈注釈付〉シリーズ 論創社）
- ストリンドベリ『令嬢ジュリー』（2022年、近代古典劇翻訳〈注釈付〉シリーズ 論創社）
- イプセン『野がも』（2024年、近代古典劇翻訳〈注釈付〉シリーズ 論創社）

## 関連事項
- 東京大学ギリシア悲劇研究会